# Volta à Venezuela

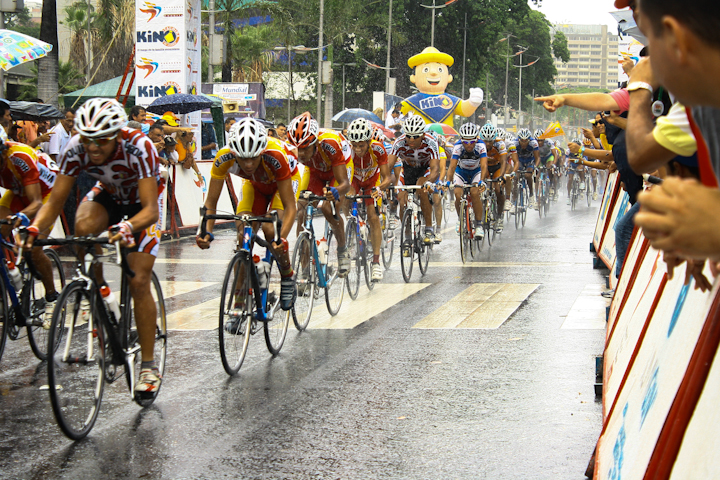
Trecho da Avenida Bolívar, em Caracas.

A Volta à Venezuela (em castelhano:  Vuelta a Venezuela) é uma competição de ciclismo profissional realizada anualmente na Venezuela, disputada em etapas. É disputada desde 1963 sem interrupção, com exceção da edição de 1977. Os ciclistas de países vizinhos, como Colômbia, Cuba, Brasil e México também participam.
Dura cerca de duas semanas e é realizada durante o mês de julho, mas tradicionalmente é realizada durante o mês de outubro. A competição é organizada pela Federação Venezuelana de Ciclismo (em castelhano:  Federación Venezolana de Ciclismo).

## Palmarès
| Ano  | Vencedor            | Segundo           | Terceiro            |
| ---- | ------------------- | ----------------- | ------------------- |
| 1963 | Gregorio Carrizalez | Máximo Romero     | Silvio Rodríguez    |
| 1964 | Domingo López       |                   |                     |
| 1965 | Armando Blanco      |                   |                     |
| 1966 | Félix Bermúdez      |                   |                     |
| 1967 | Nicolás Reidtler    |                   |                     |
| 1968 | Fernando Fontes     |                   |                     |
| 1969 | Luís Villarroel     |                   |                     |
| 1970 | Santos Bermúdez     |                   |                     |
| 1971 | Nicolás Reidtler    |                   |                     |
| 1972 | Cirilo Correa       |                   |                     |
| 1973 | Víctor Rubiano      |                   |                     |
| 1974 | Luis Vivas          | Nicolás Reidtler  |                     |
| 1975 | Ramón Ramírez       |                   |                     |
| 1976 | Ramón Noriega       |                   |                     |
| 1978 | Juan Arroyo         |                   |                     |
| 1979 | Claudio Pérez       |                   | Venceslau Fernandes |
| 1980 | Olinto Silva        |                   |                     |
| 1981 | Olinto Silva        |                   |                     |
| 1982 | Enrique Campos      |                   |                     |
| 1983 | Olinto Silva        |                   |                     |
| 1984 | Elio Villamizar     |                   |                     |
| 1985 | Elio Villamizar     |                   |                     |
| 1986 | Mario Medina        |                   |                     |
| 1987 | José Lindarte       |                   |                     |
| 1988 | Richard Parra       |                   |                     |
| 1989 | Enzo Rivas          |                   |                     |
| 1990 | Enrique Campos      |                   |                     |
| 1991 | Julio Bernal        |                   |                     |
| 1992 | Julio Bernal        |                   |                     |
| 1993 | Omar Pumar          |                   |                     |
| 1994 | Joselin Saavedra    |                   |                     |
| 1995 | Alfredo López       |                   |                     |
| 1996 | Pastor Linares      |                   |                     |
| 1997 | Javier Zapata       | Federico Muñoz    | Álvaro Lozano       |
| 1998 | Álvaro Lozano       | Hussein Monsalve  | Manuel Medina       |
| 1999 | Rui Lavarinhas      | Martín Garrido    | Pablo Pinzón        |
| 2000 | Álvaro Lozano       | Libardo Niño      | Jairo Perez         |
| 2001 | José Chacón Díaz    | Yeison Delgado    | Alvaro Peña         |
| 2002 | Federico Muñoz      | Franklin Chacón   | Manuel Medina       |
| 2003 | José Chacón         | Federico Muñoz    | Tomás Gil           |
| 2004 | Federico Muñoz      | Franklin Chacón   | José Rujano         |
| 2005 | José Chacón         | Arthur Garcia     | Ivan Castillo       |
| 2006 | José Serpa          | José Castelblanco | José Chacón         |
| 2007 | César Salazar       | Richard Ochoa     | José Serpa          |
| 2008 | Carlos Ochoa        | Franklin Chacón   | Freddy Vargas       |
| 2009 | José Rujano         | César Salazar     | José Chacón         |
| 2010 | Tomás Gil           | José Alarcón      | Manuel Medina       |
| 2011 | Pedro Gutiérrez     | Juan Murillo      | José Contreras      |
| 2012 | Miguel Ubeto        | Arthur Garcia     | Adelso Valero       |
| 2013 | Carlos Ochoa        | Juan Murillo      | Jonathan Camargo    |
| 2014 | Jonathan Salinas    | Carlos Gálviz     | John Nava           |
| 2015 | José Alarcón        | Luis Díaz         | Jonathan Salinas    |
| 2016 | Jonathan Monsalve   | José García       | José Alarcón        |
| 2017 | Carlos Torres       | Anderson Paredes  | Rodolfo Fernández   |
| 2018 | Matteo Spreafico    | José Alarcón      | Anderson Paredes    |
| 2019 | Orluis Aular        | Carlos Gálviz     | Jonathan Salinas    |
| 2020 | Orluis Aular        | Roniel Campos     | Yurgen Ramírez      |
| 2021 | Jorge Abreu         | Carlos Torres     | Pedro Gutiérrez     |
| 2022 |                     |                   |                     |

## por países
| País      | Vitórias |
| --------- | -------- |
| Venezuela | 46       |
| Colômbia  | 10       |
| Portugal  | 1        |
| Italia    | 1        |

## Palmarès por equipes
- Táchira, 18
- Lara, 5
- Carabobo, 3
- Guárico, 3
- Trujillo, 3
- Androni Giocattoli-Venezuela, 2
- Colombia, 2
- Aragua, 2
- D.F., 3
- Cojedes, 1
- Zulia, 1
- Miranda, 1
- Monagas, 1
- Kross Montanari-Selle Italia-Bono, 1
- Maia - Cin (Portugal), 1
- Distribuidora la Japonesa, 1
- Alcaldía Bolivariana de Jiménez-Lara, 1
- Androni Giocattoli - Sidermec, 1